# Ćwikły-Rupie
Ćwikły-Rupie – wieś rzędówka w Polsce położona w województwie podlaskim, w powiecie zambrowskim, w gminie Kołaki Kościelne. 
Wierni kościoła rzymskokatolickiego należą do parafii Wniebowzięcia Najświętszej Maryi Panny w Kołakach Kościelnych.

## Historia
Miejscowość wymieniona w dokumencie z roku 1565. Według Z. Glogera była gniazdem rodu Ćwikłów.
Na początku XIX w. w obrębie tzw. okolicy szlacheckiej Ćwikły w powiecie łomżyńskim, parafia Kołaki. W 1827 było tu 14 domów i 81 mieszkańców.
W 1921 r. we wsi 18 domów z przeznaczeniem mieszkalnym i 133 mieszkańców (70 mężczyzn i 63 kobiety). Wszyscy zadeklarowali narodowość polską i wyznanie rzymskokatolickie.
W latach 1975–1998 miejscowość administracyjnie należała do województwa łomżyńskiego.

## Współcześnie
W roku 2007 wieś liczyła 91 mieszkańców. W miejscowości istnieje sieć wodociągowa, podłączona do ujęcia w Szczodruchach. W styczniu 2011 roku w 20 zabudowaniach mieszkało 92 osoby.

## Tranzyt
Ćwikły-Rupie leżą przy drodze Wiśniewo-Kołaki Kościelne-Czarnowo-Biki, w odległości ok. 1 km od drogi krajowej nr 8.

## Obiektyzabytkowe
- krzyż żeliwny z roku 1893[10]